# Gare de Nurieux
Gare de Nurieux vasútállomás Franciaországban, Nurieux-Volognat településen.

## Vasútvonalak
Az állomást az alábbi vasútvonalak érintik:
- Bourg-en-Bresse-Bellegarde-vasútvonal

## Kapcsolódó állomások
A vasútállomáshoz az alábbi állomások vannak a legközelebb:
- Gare de Cize - Bolozon
- Gare de Brion - Montréal-la-Cluse
- Gare d’Oyonnax